# I’ll Be Missing You
I’ll Be Missing You – piosenka nagrana w 1997 przez rapera Puff Daddy’ego oraz wokalistkę Faith Evans na cześć zamordowanego 9 marca 1997 Notorious B.I.G. Została ona napisana przez rapera Sauce Money, którego uhonorowano za nią nagrodą Grammy.
„I’ll Be Missing You” korzysta z melodii piosenki „Every Breath You Take”, wykonanej w oryginale przez The Police. Wykorzystano ją jeszcze przed otrzymaniem pozwolenia. Podczas odbierania nagrody Grammy, do artystów dołączył Sting (wokalista The Police), który zyskał całe honorarium.
Utwór zdobył dużą popularność oraz doczekał się kilku wersji. Ostatecznie usytuował się na 1. pozycji list przebojów singlowych m.in. w USA, Wielkiej Brytanii, Australii, Kanadzie, Niemczech, Włoszech, Holandii oraz Nowej Zelandii i Polsce. „I’ll Be Missing You” jest jedną z nielicznych piosenek, która zadebiutowała w notowaniu Billboard Hot 100 na 1. miejscu.